# Biblioteca Nacional de São Tomé e Príncipe
Die Biblioteca Nacional de São Tomé e Príncipe in São Tomé ist die Nationalbibliothek von São Tomé und Príncipe.
In São Tomé und Príncipe ist bis heute das 1952 verabschiedete Gesetz zum Pflichtexemplar in den portugiesischen Kolonien gültig, das in der heutigen Nationalbibliothek von São Tomé und Príncipe abgeliefert werden muss. Eine Aktualisierung und Neufassung wird diskutiert.

## Geschichte
Bis zur Unabhängigkeit des Landes im Jahr 1975 war die Bibliothek der Stadtverwaltung (Câmara Municipal de São Tomé) die wichtigste Bibliothek mit einem Bestand von 3.500 Titeln und 5.000 Exemplaren. Danach verfiel die Bibliothek zunehmend, nach der Einrichtung neuer Abteilungen in das Gebäude der Stadtverwaltung. Zwischenzeitlich waren die Bibliotheken des portugiesischen und des französischen Kulturzentrums in der Hauptstadt die einzigen öffentlichen Leseräume im Land.
Mitte der 80er Jahre wurde die Bibliothek des französischen Kulturzentrums aufgelöst und ihr Bestand auf die zwei zwischenzeitlich entstandenen Bibliotheken aufgeteilt, dem wissenschaftlichen Dokumentationszentrum Centro de Documentação Técnica e Científica und der öffentlichen Bibliothek Sala de Leitura Francisco Tenreiro. Mitte der 90er Jahre verlangten die Eigentümer die Gebäude zurück, in denen die beiden Bibliotheken untergebracht waren. Der Staat vereinte daraufhin die beiden Bibliotheken und schuf das Centro Cultural Francisco José Tenreiro, benannt nach dem são-toméischen Dichter Francisco José Tenreiro (1921–1963).
1994 entstand die Biblioteca da Assembleia Nacional, die Bibliothek des Parlaments, der Assembleia Nacional. Sie übernahm die Funktion einer Nationalbibliothek.
Forderungen nach einer modern und zweckmäßig ausgestatteten Nationalbibliothek wurden laut, so dass ein Neubau errichtet wurde, finanziert durch die Volksrepublik China. Die heutige Nationalbibliothek wurde gegründet und im Mai 2002 in ihrem neuen Gebäude eingeweiht.
Im März 2015 begann die Biblioteca Nacional in Kooperation mit der brasilianischen Universität von Minas Gerais mit ihrem Projekt der fahrenden Bibliothek, um das Lesen bei Kindern und Jugendlichen zu fördern. Dabei wird internationale Kinder- und Jugendliteratur in portugiesischer Sprache in einem Kleintransporter in kleine Ortschaften gefahren und an dortigen Schulen den Kindern zur Verfügung gestellt. Bereits seit Mitte der 80er Jahre kennt das Land rollende Bibliotheken, die zunächst mit Hilfe französischer Entwicklungshilfe und später der portugiesischen Gulbenkian-Stiftung entstanden, noch vor Gründung der Nationalbibliothek.